# Kenth Öhman

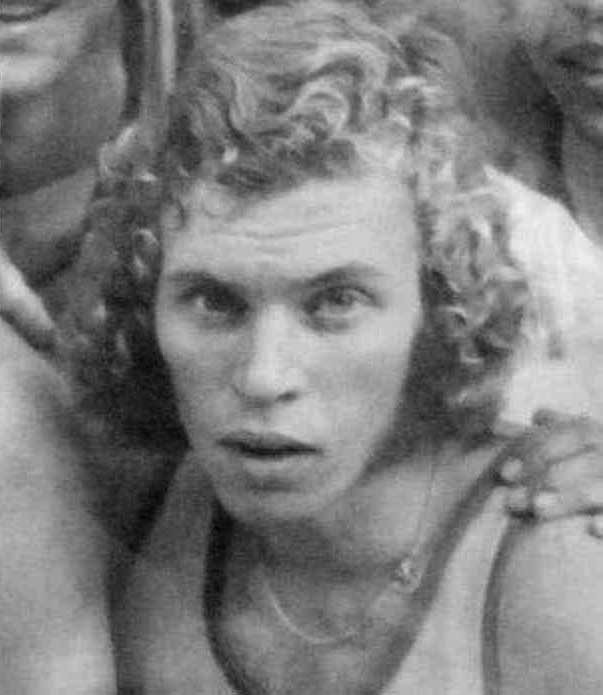
Kenth Öhman (1972)

Kenth Öhman (* 18. April 1950 in Svinnegarn, Enköping) ist ein ehemaliger schwedischer Hürdenläufer und Sprinter.
1971 schied er bei den Leichtathletik-Europameisterschaften in Helsinki über 400 m Hürden im Vorlauf aus.
Bei den Olympischen Spielen 1972 in München wurde er Siebter in der 4-mal-400-Meter-Staffel.
1973 wurde er Japanischer Meister über 400 m Hürden. Seine persönliche Bestzeit über 440 Yards Hürden von 51,3 s (entspricht 51,0 s über 400 m Hürden) stellte er am  7. April 1972 in Austin auf.